# 다이토역 (지바현)
다이토역(일본어: 太東駅, たいとうえき)은 일본 지바현 이스미시에 있는 동일본 여객철도의 철도역이다.

## 역 구조
지상역으로, 승강장은 단식 1면 1선과 섬식 1면 2선 구조로 되어 있다. 두 승강장은 과선교로 이어져 있다. 모바라역이 관리하며, 역 업무는 JR 지바 철도 서비스가 대신 하고 있다. 간이 개찰기에서 스이카 및 제휴 교통카드의 사용이 가능하다.

### 승강장
| 1                  | ■ 소토보 선 (하행)                                  | 오하라 · 가쓰우라 · 아와카모가와 방면               |                                  |
|                    | ■ 소토보 선 (하행)                                  | 오하라 · 가쓰우라 · 아와카모가와 방면               | 대피 열차 및 일부 보통 열차 사용 |
| ■ 소토보 선 (상행) | 가즈사이치노미야 · 모바라 · 소가 · 지바 · 도쿄 방면 | 대피 열차 및 일부 보통 열차 사용                    |                                  |
| 3                  | ■ 소토보 선 (상행)                                  | 가즈사이치노미야 · 모바라 · 소가 · 지바 · 도쿄 방면 |                                  |

## 역세권 정보
- 다이토 곶 - 구주쿠리 해안의 남단에 있는 곶.

## 역사
- 1899년 12월 13일 - 보소 철도의 역으로 개업했다.
- 1907년 9월 1일 - 국유화에 따라 일본국유철도 소속이 되었다.
- 1987년 4월 1일 - 민영화에 따라 동일본 여객철도의 소속이 되었다.
- 2004년 10월 16일 - 스이카의 사용이 개시되었다.

## 인접역
| 동일본 여객철도 소토보 선 | 동일본 여객철도 소토보 선 | 동일본 여객철도 소토보 선  |
| ------------------------- | ------------------------- | -------------------------- |
| 도라미 지바 방면          | ■ 소토보 선               | 조자마치 아와카모가와 방면 |